# Pabay
Pour les articles homonymes, voir Pabay (homonymie).
Pabay est une île du Royaume-Uni située en Écosse.